# G.O.A.T. (album Slums Attack)
G.O.A.T. – dwunasty album studyjny polskiego zespołu hip-hopowego Slums Attack, wydany pod szyldem „Peja/Slums Attack”. Album ukazał się 21 września 2019 roku nakładem RPS Enterteyment.
Album uzyskał status złotej płyty.

## Lista utworów
1. „Wprowadzenie”
2. „G.O.A.T”
3. „Akacja”
4. „Big Rich” (gościnnie: DJ Falcon1)
5. „Game Changer”
6. „Jakieś pytania?” (gościnnie: Grizzlee, Hans)
7. „Bolesne powroty”
8. „Ten typ tak ma”
9. „Kiedy rozum śpi” (gościnnie: Chi-Ali, DVJ Rink, Pih)
10. „Oczekiwania” (gościnnie: Avi)
11. „Money Talks”
12. „Kiedyś to było”
13. „Krew”
14. „Happy End” (gościnnie: Dziun)